# Musaranya de muntanya de Ruanda
La musaranya de muntanya de Ruanda (Paracrocidura maxima) és una espècie de musaranya del gènere Paracrocidura. Viu a altituds d'entre 850 i 2.680 msnm a Burundi, la República Democràtica del Congo, Ruanda i Uganda. Habita els boscos montans humits i tropicals.